# 118102 Rinjani
118102 Rinjani este o planetă minoră (asteroid) din Inner Main Belt⁠(d). A fost descoperită pe 16 octombrie 1977 la Observatorul Palomar de Cornelis Johannes van Houten. 
Obiectul prezintă o orbită caracterizată de o semiaxă mare de 1,9237513944677 UAi, o excentricitate de 0,06, o înclinație de 21,7 ° în raport cu ecliptica.